# Frau Karl Druschki
'Frau Karl Druschki' (ou 'Reine des Neiges') est un cultivar de rosier obtenu en 1901 par le rosiériste allemand Peter Lambert. Il est issu du croisement 'Merveille de Lyon' (Pernet père, 1882) x 'Madame Caroline Testout' (Pernet-Ducher, 1890). Il doit son nom à l'épouse du président de l'époque de la Société allemande des amis des roses.

## Description
Ce rosier s'élève à 200 cm en moyenne pour 90 cm à 120 cm d'envergure. Il se cultive en petit grimpant ou en arbuste. Son feuillage dense est vert foncé avec des rameaux très épineux. Ses fleurs sans parfum sont d'un blanc parfaitement pur (25 à 40 pétales en coupe), ce qui en fait un rosier toujours très prisé. Elles fleurissent en bouquets à la fin mai et en juin, puis refleurissent de manière moins abondante tout au long de la saison.
Ce rosier est très résistant aux hivers froids, puisque sa zone de rusticité est de 4b. Il craint les climats trop humides.

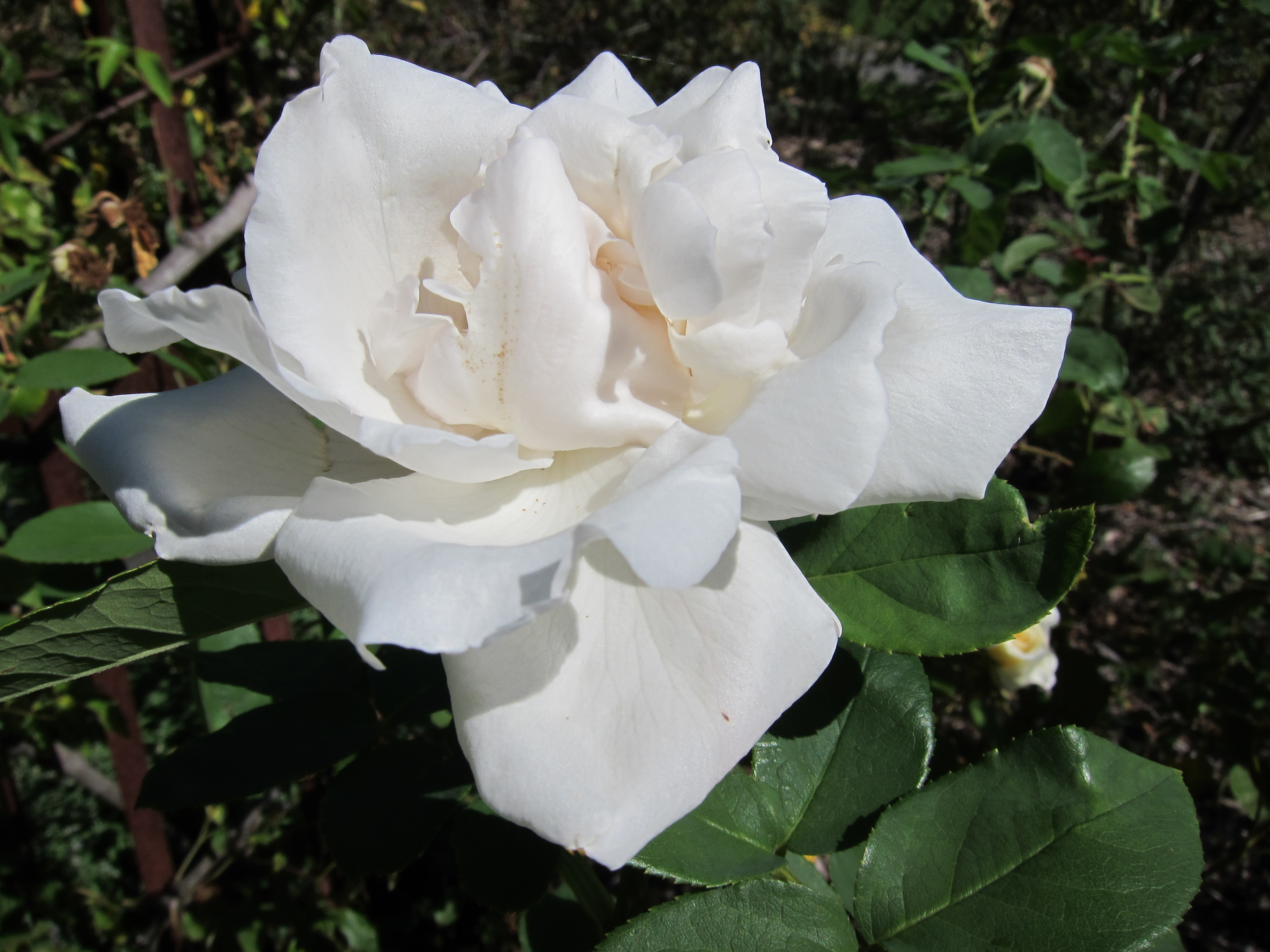
Fleur épanouie.

## Descendance
'Frau Karl Druschki' a donné naissance à des cultivars fameux, comme 
- 'Commandeur Jules Gravereaux' (Croibier 1906, par croisement avec 'Liberty'),
- 'Excellenz von Schubert' (Lambert 1909, par croisement avec 'Madame Norbert Levavasseur'),
- 'Natalie Böttner' (Böttner 1909, par croisement avec 'Goldelse'),
- 'Gruss an Aachen' (Geduldig 1909, par croisement avec 'Franz Deegen'),
- 'Mrs Herbert Stevens' (McGredy 1910, par croisement avec 'Niphetos'),
- 'Von Scharnhorst' (Lambert 1914, par croisement avec 'Gottfried Keller'),
- 'Lemon Pillar (George Paul, 1915), par croisement avec Maréchal Niel (Pradel, 1864),
- 'Madame Grégoire Staechelin' (Dot 1927, par croisement avec 'Château de Clos-Vougeot'),
- 'Centenaire de Lourdes' (Delbard 1958),
- 'White Prince' (Von Abrams 1961, par croisement avec ('Blanche Mallerin' x 'Madame Antoine Meilland') x ('Madame Antoine Meilland' x 'Frau Karl Druschki')).